# Герб Гер'єдалену
Герб Гер'єдалену (швед. Härjedalens vapen) — символ історичної провінції (ландскапу) Гер'єдален. 
Також вживається як елемент символу сучасного адміністративно-територіального утворення лену Ємтланд.

## Історія
Герб провінції відомий з XVIII ст. Сучасне оформлення отримав 1935 року. 

## Опис (блазон)
У срібному полі чорне ковадло дзюбом додолу з червоною серединою, справа — чорні кліщі руків'ями додолу, зліва — два чорні молоточки з червоними руків'ями вгору та додолу.

## Зміст
Інструменти уособлювали розвинуті в провінції ковальські промисли. 
Герб ландскапа може увінчуватися герцогською короною.